# Sillybiphora devia
Sillybiphora devia är en fjärilsart som beskrevs av Kuznetsov 1964. Sillybiphora devia ingår i släktet Sillybiphora och familjen vecklare. Inga underarter finns listade i Catalogue of Life.